# Torino Calcio 1980-1981
Questa voce raccoglie le informazioni riguardanti il Torino Calcio nelle competizioni ufficiali della stagione 1980-1981.

## Società
- Presidente:
  - Orfeo Pianelli
- General manager:
  - Giuseppe Bonetto
- Medico sociale:
  - Cesare Cattaneo
- Preparatore atletico:
  - Giorgio Puia

- Massaggiatore:
  - Luciano Lucchina
- Allenatore:
  - Ercole Rabitti
(fino al 2 marzo 1981)
  - Romano Cazzaniga
- Allenatore in seconda:
  - Romano Cazzaniga
(fino al 2 marzo 1981)

## Rosa

Il tecnico Rabitti tra i due neoacquisti della stagione, l'italiano D'Amico (a sinistra) e l'olandese van de Korput (a destra).

| N. |                        | Ruolo | Calciatore           |
| -- | ---------------------- | ----- | -------------------- |
|    | Italia (bandiera)      | P     | Renato Copparoni     |
|    | Italia (bandiera)      | P     | Giuliano Terraneo    |
|    | Italia (bandiera)      | D     | Agatino Cuttone      |
|    | Italia (bandiera)      | D     | Luigi Danova         |
|    | Italia (bandiera)      | D     | Daniele Davin        |
|    | Italia (bandiera)      | D     | Giovanni Francini    |
|    | Italia (bandiera)      | D     | Marco Masi           |
|    | Italia (bandiera)      | D     | Roberto Salvadori    |
|    | Paesi Bassi (bandiera) | D     | Michel van de Korput |
|    | Italia (bandiera)      | D     | Domenico Volpati     |
|    | Italia (bandiera)      | C     | Dante Bertoneri      |

| N. |                   | Ruolo | Calciatore                    |
| -- | ----------------- | ----- | ----------------------------- |
|    | Italia (bandiera) | C     | Vincenzo D'Amico              |
|    | Italia (bandiera) | C     | Eraldo Pecci                  |
|    | Italia (bandiera) | C     | Patrizio Sala                 |
|    | Italia (bandiera) | C     | Claudio Sclosa                |
|    | Italia (bandiera) | C     | Fabrizio Spagnuolo            |
|    | Italia (bandiera) | C     | Renato Zaccarelli             |
|    | Italia (bandiera) | A     | Francesco Graziani (capitano) |
|    | Italia (bandiera) | A     | Pietro Mariani                |
|    | Italia (bandiera) | A     | Paolino Pulici                |
|    | Italia (bandiera) | A     | Luigi Fazio                   |

## Calciomercato

### Sessione estiva
| Acquisti | Acquisti             | Acquisti      | Acquisti      |
| R.       | Nome                 | a             | Modalità      |
| -------- | -------------------- | ------------- | ------------- |
| D        | Agatino Cuttone      | Reggina       | fine prestito |
| D        | Luigi Fazio          | Vigor Lamezia | definitivo    |
| D        | Michel van de Korput | Feyenoord     | definitivo    |
| C        | Vincenzo D'Amico     | Lazio         | definitivo    |

| Cessioni | Cessioni           | Cessioni          | Cessioni   |
| R.       | Nome               | da                | Modalità   |
| -------- | ------------------ | ----------------- | ---------- |
| D        | Walter Biagini     | Parma             | definitivo |
| D        | Giorgio Carrera    | Lanerossi Vicenza | definitivo |
| D        | Andrea Mandorlini  | Atalanta          | definitivo |
| D        | Salvatore Vullo    | Bologna           | definitivo |
| C        | Franco Ermini      | Catanzaro         | prestito   |
| C        | Giuseppe Greco     | Lazio             | definitivo |
| C        | Mirko Paganelli    | Pistoiese         | prestito   |
| C        | Danilo Pileggi     | Bologna           | definitivo |
| C        | Claudio Sala       | Genoa             | definitivo |
| A        | Alessandro Bonesso | Catania           | prestito   |

## Risultati

### Serie A

#### Girone di andata
| Arbitro: | Lo Bello (Siracusa) |

|          |           |  |
| Sala 58’ | Marcatori |  |

| Arbitro: | Bergamo (Livorno) |

|             |           |  |
| Palanca 35’ | Marcatori |  |

| Arbitro: | Agnolin (Bassano del Grappa) |

|                       |           |  |
| Graziani 1’ Pecci 78’ | Marcatori |  |

| Arbitro: | Casarin (Milano) |

|                                 |           |  |
| Ancelotti 49’ Di Bartolomei 55’ | Marcatori |  |

| Arbitro: | Tonolini (Milano) |

|              |           |                      |
| Graziani 11’ | Marcatori | 51’ Piras 64’ Virdis |

| Arbitro: | Agnolin (Bassano del Grappa) |

|            |           |                   |
| Causio 18’ | Marcatori | 60’, 76’ Graziani |

| Arbitro: | Terpin (Trieste) |

|              |           |               |
| Graziani 18’ | Marcatori | 74’ Nicoletti |

| Arbitro: | Pieri (Genova) |

|             |           |            |
| Biagini 80’ | Marcatori | 74’ Pulici |

| Arbitro: | Mattei (Macerata) |

|              |           |              |
| Graziani 29’ | Marcatori | 13’ Desolati |

| Arbitro: | Benedetti (Roma) |

|             |           |                             |
| Musella 38’ | Marcatori | 14’, 84’ Pulici 15’ Volpati |

| Arbitro: | Mattei (Macerata) |

|          |           |              |
| Ambu 41’ | Marcatori | 21’ Graziani |

| Arbitro: | Barbaresco (Cormons) |

|            |           |                                |
| Pulici 47’ | Marcatori | 54’ (rig.) Paris 83’ Garritano |

| Arbitro: | Ciulli (Roma) |

|                                     |           |  |
| Graziani 13’ Pulici 80’ Volpati 88’ | Marcatori |  |

| Udine 25 gennaio 1981, ore 14:30 UTC+1 14ª giornata | Udinese          | 0 – 0 | Torino | Stadio Friuli (27.655 spett.)\| Arbitro: \| Benedetti (Roma) \| |
| Arbitro:                                            | Benedetti (Roma) |       |        |                                                                 |

| Arbitro: | Longhi (Roma) |

|                   |           |  |
| Graziani 10’, 34’ | Marcatori |  |

#### Girone di ritorno
| Arbitro: | Menegali (Roma) |

|               |           |            |
| Benedetti 64’ | Marcatori | 19’ Pulici |

| Arbitro: | Terpin (Trieste) |

|                       |           |  |
| Pulici 3’ D'Amico 70’ | Marcatori |  |

| Arbitro: | Lattanzi (Roma) |

|                                             |           |  |
| Piga 20’ Criscimanni 73’ Vignola 87’ (rig.) | Marcatori |  |

| Arbitro: | D'Elia (Salerno) |

|  |           |                              |
|  | Marcatori | 10’ Pruzzo 37’ Di Bartolomei |

| Arbitro: | Casarin (Milano) |

|           |           |            |
| Piras 34’ | Marcatori | 13’ Pulici |

| Arbitro: | Pieri (Genova) |

|  |           |                       |
|  | Marcatori | 43’ Brady 87’ Cabrini |

| Arbitro: | Agnolin (Bassano del Grappa) |

|  |           |                      |
|  | Marcatori | 17’ Pulici 58’ Pecci |

| Arbitro: | Menegali (Roma) |

|              |           |                |
| Graziani 32’ | Marcatori | 3’ Bergamaschi |

| Arbitro: | Facchin (Udine) |

|                           |           |  |
| Antognoni 73’, 77’ (rig.) | Marcatori |  |

| Arbitro: | Michelotti (Parma) |

|  |           |            |
|  | Marcatori | 6’ Musella |

| Arbitro: | Ciulli (Roma) |

|  |           |              |
|  | Marcatori | 19’ Prohaska |

| Arbitro: | Parussini (Udine) |

|             |           |  |
| Dossena 57’ | Marcatori |  |

| Ascoli Piceno 10 maggio 1981, ore 16:00 UTC+2 28ª giornata | Ascoli          | 0 – 0 | Torino | Stadio Cino e Lillo Del Duca (13.506 spett.)\| Arbitro: \| Menegali (Roma) \| |
| Arbitro:                                                   | Menegali (Roma) |       |        |                                                                               |

| Torino 17 maggio 1981, ore 16:00 UTC+2 29ª giornata | Torino            | 0 – 0 | Udinese | Stadio Comunale (16.224 spett.)\| Arbitro: \| Bergamo (Livorno) \| |
| Arbitro:                                            | Bergamo (Livorno) |       |         |                                                                    |

| Arbitro: | Tonolini (Milano) |

|               |           |  |
| Fortunato 33’ | Marcatori |  |

### Coppa Italia

#### Primo turno
| Arbitro: | Mattei (Macerata) |

|            |           |                       |
| Serena 67’ | Marcatori | 18’ Sala 76’ Graziani |

| Arbitro: | Lanese (Messina) |

|                                                      |           |  |
| D'Amico 26’ Miceli 40’ (aut.) Graziani 46’ Pecci 50’ | Marcatori |  |

| Arbitro: | Prati (Parma) |

|                                  |           |             |
| Sala 8’ D'Amico 15’ Graziani 59’ | Marcatori | 78’ Ranieri |

| Arbitro: | Milan (Treviso) |

|             |           |              |
| De Rosa 89’ | Marcatori | 25’ Graziani |

#### Fase ad eliminazione diretta
| Arbitro: | Mattei (Macerata) |

|                    |           |  |
| Ferrari 77’ (rig.) | Marcatori |  |

| Arbitro: | Ballerini (La Spezia) |

|                                                                |           |  |
| Miele 13’ (aut.) Sclosa 51’ (rig.) Renzi 60’ (aut.) Pulici 83’ | Marcatori |  |

| Arbitro: | Menicucci (Firenze) |

|                                |           |                        |
| Paris 18’ (rig.) Garritano 80’ | Marcatori | 31’ Sclosa 75’ D'Amico |

| Arbitro: | Ciulli (Roma) |

|                                            |           |                        |
| Pulici 27’ D'Amico 88’ (rig.) Graziani 98’ | Marcatori | 9’ Eneas 78’ Benedetti |

| Arbitro: | Pieri (Genova) |

|               |           |                      |
| Ancelotti 31’ | Marcatori | 59’ (aut.) Santarini |

| Arbitro: | Michelotti (Parma) |

|                                 |                      |                                                |
| Cuttone 37’                     | Marcatori            | 62’ (rig.) Di Bartolomei                       |
| Pecci Sclosa Bertoneri Graziani | Tiri di rigore 2 – 4 | Ancelotti Conti Santarini Di Bartolomei Falcao |

### Coppa UEFA
| Arbitro: | Partridge |

|             |           |                          |
| De Wolf 42’ | Marcatori | 61’ Mariani 68’ Graziani |

| Arbitro: | Linemayr |

|                         |           |                                       |
| D'Amico 2’ Graziani 91’ | Marcatori | 69’ De Bolle 80’ (aut.) Van de Korput |

| Arbitro: | Ponnet |

|                                |           |               |
| Sala 44’ Pecci 54’ D'Amico 74’ | Marcatori | 65’ Steinbach |

| Arbitro: | Keizer |

|          |           |  |
| Tyll 24’ | Marcatori |  |

| Arbitro: | Christov |

|                        |           |            |
| Hermann 52’ Koller 55’ | Marcatori | 49’ Sclosa |

| Arbitro: | Palotai |

|                                          |                      |                             |
| Graziani 62’ Pecci 63’                   | Marcatori            | 28’ (aut.) Terraneo         |
| D'Amico Sclosa Graziani Zaccarelli Pecci | Tiri di rigore 3 – 4 | Hermann Egli Sulser Hächler |

### Torneo di Capodanno

#### Fase a gironi
| Arbitro: | Benedetti (Roma) |

|                    |           |                 |
| Fiorini 63’ (rig.) | Marcatori | 38’, 68’ Pulici |

| Brescia 8 gennaio 1981, ore 15:00 UTC+1 2ª giornata | Brescia       | 0 – 0 | Torino | Stadio Mario Rigamonti (1.948 spett.)\| Arbitro: \| Prati (Parma) \| |
| Arbitro:                                            | Prati (Parma) |       |        |                                                                      |

## Statistiche

### Statistiche di squadra
| Competizione        | Punti | In casa | In casa | In casa | In casa | In casa | In casa | In trasferta | In trasferta | In trasferta | In trasferta | In trasferta | In trasferta | Totale | Totale | Totale | Totale | Totale | Totale | DR  |
| Competizione        | Punti | G       | V       | N       | P       | Gf      | Gs      | G            | V            | N            | P            | Gf           | Gs           | G      | V      | N      | P      | Gf     | Gs     | DR  |
| ------------------- | ----- | ------- | ------- | ------- | ------- | ------- | ------- | ------------ | ------------ | ------------ | ------------ | ------------ | ------------ | ------ | ------ | ------ | ------ | ------ | ------ | --- |
| Serie A             | 26    | 15      | 5       | 4       | 6       | 15      | 13      | 15           | 3            | 6            | 6            | 11           | 16           | 30     | 8      | 10     | 12     | 26     | 29     | -3  |
| Coppa Italia        | -     | 5       | 4       | 1       | 0       | 15      | 4       | 5            | 1            | 3            | 1            | 6            | 6            | 10     | 5      | 4      | 1      | 21     | 10     | +11 |
| Coppa UEFA          | -     | 3       | 2       | 1       | 0       | 7       | 4       | 3            | 1            | 0            | 2            | 3            | 4            | 6      | 3      | 1      | 2      | 10     | 8      | +2  |
| Torneo di Capodanno | -     | 0       | 0       | 0       | 0       | 0       | 0       | 2            | 1            | 1            | 0            | 2            | 1            | 2      | 1      | 1      | 0      | 2      | 1      | +1  |
| Totale              | -     | 23      | 11      | 6       | 6       | 37      | 21      | 25           | 6            | 10           | 9            | 22           | 27           | 48     | 17     | 16     | 15     | 59     | 48     | +11 |

### Statistiche dei giocatori
| Giocatore        | Serie A  | Serie A | Serie A     | Serie A    | Coppa Italia | Coppa Italia | Coppa Italia | Coppa Italia | Coppa UEFA | Coppa UEFA | Coppa UEFA  | Coppa UEFA | Torneo di Capodanno | Torneo di Capodanno | Torneo di Capodanno | Torneo di Capodanno | Totale   | Totale | Totale      | Totale     |
| Giocatore        | Presenze | Reti    | Ammonizioni | Espulsioni | Presenze     | Reti         | Ammonizioni  | Espulsioni   | Presenze   | Reti       | Ammonizioni | Espulsioni | Presenze            | Reti                | Ammonizioni         | Espulsioni          | Presenze | Reti   | Ammonizioni | Espulsioni |
| ---------------- | -------- | ------- | ----------- | ---------- | ------------ | ------------ | ------------ | ------------ | ---------- | ---------- | ----------- | ---------- | ------------------- | ------------------- | ------------------- | ------------------- | -------- | ------ | ----------- | ---------- |
| D. Bertoneri     | 6        | 0       | ?           | ?          | 5            | 0            | ?            | ?            | 0          | 0          | 0           | 0          | 0                   | 0                   | 0                   | 0                   | 11       | 0      | 0+          | 0+         |
| R. Copparoni     | 0        | -0      | 0           | 0          | 1            | -1           | ?            | ?            | 0          | -0         | 0           | 0          | 2                   | -1                  | ?                   | ?                   | 3        | -2     | 0+          | 0+         |
| A. Cuttone       | 21       | 0       | ?           | ?          | 8            | 1            | ?            | ?            | 3          | 0          | ?           | ?          | 2                   | 0                   | ?                   | ?                   | 34       | 1      | ?           | ?          |
| V. D'Amico       | 26       | 1       | ?           | ?          | 9            | 4            | ?            | ?            | 6          | 2          | ?           | ?          | 1                   | 0                   | ?                   | ?                   | 42       | 7      | ?           | ?          |
| L. Danova        | 24       | 0       | ?           | ?          | 9            | 0            | ?            | ?            | 5          | 0          | ?           | ?          | 2                   | 0                   | ?                   | ?                   | 40       | 0      | ?           | ?          |
| D. Davin         | 0        | 0       | 0           | 0          | 2            | 0            | ?            | ?            | 0          | 0          | 0           | 0          | 0                   | 0                   | 0                   | 0                   | 2        | 0      | 0+          | 0+         |
| G. Francini      | 5        | 0       | ?           | ?          | 0            | 0            | 0            | 0            | 0          | 0          | 0           | 0          | 2                   | 0                   | ?                   | ?                   | 7        | 0      | 0+          | 0+         |
| F. Graziani      | 29       | 11      | ?           | ?          | 9            | 5            | ?            | ?            | 6          | 3          | ?           | ?          | 0                   | 0                   | 0                   | 0                   | 44       | 19     | 0+          | 0+         |
| P. Mariani       | 12       | 0       | ?           | ?          | 7            | 0            | ?            | ?            | 4          | 1          | ?           | ?          | 2                   | 0                   | ?                   | ?                   | 25       | 1      | ?           | ?          |
| M. Masi          | 13       | 0       | ?           | ?          | 0            | 0            | 0            | 0            | 2          | 0          | ?           | ?          | 0                   | 0                   | 0                   | 0                   | 15       | 0      | 0+          | 0+         |
| E. Pecci         | 27       | 2       | ?           | ?          | 10           | 1            | ?            | ?            | 6          | 1          | ?           | ?          | 0                   | 0                   | 0                   | 0                   | 43       | 4      | 0+          | 0+         |
| P. Pulici        | 22       | 9       | ?           | ?          | 7            | 2            | ?            | ?            | 4          | 1          | ?           | ?          | 1                   | 2                   | ?                   | ?                   | 34       | 14     | ?           | ?          |
| P. Sala P.       | 25       | 1       | ?           | ?          | 9            | 2            | ?            | ?            | 6          | 1          | ?           | ?          | 2                   | 0                   | ?                   | ?                   | 42       | 4      | ?           | ?          |
| R. Salvadori     | 16       | 0       | ?           | ?          | 8            | 0            | ?            | ?            | 4          | 0          | ?           | ?          | 2                   | 0                   | ?                   | ?                   | 30       | 0      | ?           | ?          |
| C. Sclosa        | 23       | 0       | ?           | ?          | 9            | 2            | ?            | ?            | 6          | 1          | ?           | ?          | 2                   | 0                   | ?                   | ?                   | 40       | 3      | ?           | ?          |
| F. Spagnuolo     | 1        | 0       | ?           | ?          | 0            | 0            | 0            | 0            | 0          | 0          | 0           | 0          | 0                   | 0                   | 0                   | 0                   | 1        | 0      | 0+          | 0+         |
| G. Terraneo      | 30       | -29     | ?           | ?          | 9            | -9           | ?            | ?            | 6          | -8         | ?           | ?          | 0                   | -0                  | 0                   | 0                   | 45       | -46    | 0+          | 0+         |
| M. Van de Korput | 22       | 0       | ?           | ?          | 7            | 0            | ?            | ?            | 4          | 0          | ?           | ?          | 2                   | 0                   | ?                   | ?                   | 35       | 0      | ?           | ?          |
| D. Volpati       | 27       | 2       | ?           | ?          | 10           | 0            | ?            | ?            | 6          | 0          | ?           | ?          | 2                   | 0                   | ?                   | ?                   | 45       | 2      | ?           | ?          |
| R. Zaccarelli    | 27       | 0       | ?           | ?          | 9            | 0            | ?            | ?            | 5          | 0          | ?           | ?          | 0                   | 0                   | 0                   | 0                   | 41       | 0      | 0+          | 0+         |

## Giovanili

### Piazzamenti
- Primavera:
  - Campionato:
  - Coppa Italia:
- Berretti:
  - Campionato: vincitore